# Allô... je t'aime
Pour plus de détails, voir Fiche technique et Distribution.
Allô... je t'aime  est un film français réalisé par André Berthomieu, sorti en 1952. 

## Synopsis
Pierre, un artiste peintre, a croisé Odette dans un magasin et il en est tombé immédiatement amoureux. Il lui téléphone ensuite tous les jours en ne lui disant que "Allo... Je t'aime". Il se fait ensuite engager dans l'usine d'Odette.

## Fiche technique
- Titre français : Allô... je t'aime
- Titre alternatif : Allô, je t'aime !
- Réalisation : André Berthomieu, assisté de Pierre Granier-Deferre
- Scénario : Michel Dulud (auteur)
- Dialogues : Michel Duran
- Décors : Raymond Nègre
- Photographie : Georges Million
- Son : Jean Rieul
- Montage : Henri Taverna
- Musique originale : Georges Van Parys
- Maquillage : Marcel Bordenave
- Production : Pierre Gérin et Michel Lesay
- Sociétés de production : Ciné Sélection, Les Productions Cinématographiques (L.P.C.)
- Directeur de production : Robert Prévot
- Société de distribution :  La Société des Films Sirius
- Pays de production :  France
- Langue originale : français
- Format :  Noir et blanc - 1,37:1 - 35 mm - Son mono
- Genre : Comédie
- Durée : 91 minutes
- Date de sortie :	
  - France : 9 mai 1952

Sources : Bifi et IMDb

## Distribution
- Robert Lamoureux : Pierre Palette
- Claude Farell : Odette Chennevière
- Denise Grey : Mme Dupuis
- Frédéric Duvallès : M. Petitpas
- Christiane Sertilange : Mado
- Edmond Ardisson : le détective
- Jacques Ary
- Charles Bouillaud : Martinet
- Roger Dalphin
- Jean Daurand : le contremaître
- Jacques Dynam : Gilbert Pujol
- Jacques Emmanuel : Gontran
- Robert Rollis : Calinot
- Émile Genevois
- Marie-Reine Kergal : la secrétaire
- Gisèle Ripert